# Ratlou
Ratlou es un municipio local sudafricano situado en el distrito de Ngaka Modiri Molema, en la provincia de Noroeste.

## Superficie
Ratlou tiene una superficie de 4884 km².

## Demografía
En 2022, tenía 128 766 habitantes, una densidad poblacional de 26,37 hab./km², y 31 273 viviendas.